# Industry (Illinois)
Industry es una villa ubicada en el condado de McDonough en el estado estadounidense de Illinois. En el Censo de 2010 tenía una población de 478 habitantes y una densidad poblacional de 401,21 personas por km².

## Geografía
Industry se encuentra ubicada en las coordenadas 40°19′38″N 90°36′29″O / 40.32722, -90.60806. Según la Oficina del Censo de los Estados Unidos, Industry tiene una superficie total de 1.19 km², de la cual 1.19 km² corresponden a tierra firme y (0.22%) 0 km² es agua.

## Demografía
Según el censo de 2010, había 478 personas residiendo en Industry. La densidad de población era de 401,21 hab./km². De los 478 habitantes, Industry estaba compuesto por el 99.16% blancos, el 0% eran afroamericanos, el 0% eran amerindios, el 0.21% eran asiáticos, el 0% eran isleños del Pacífico, el 0.42% eran de otras razas y el 0.21% pertenecían a dos o más razas. Del total de la población el 1.05% eran hispanos o latinos de cualquier raza.